# Semiothisa innotata
Semiothisa innotata är en fjärilsart som beskrevs av Fuchs. Semiothisa innotata ingår i släktet Semiothisa och familjen mätare. Inga underarter finns listade i Catalogue of Life.